# Digitale Gesellschaft (Schweiz)
Die Digitale Gesellschaft oder kurz DigiGes ist eine gemeinnützige Organisation in der Schweiz. Sie bezweckt den Erhalt und die Förderung einer freien, offenen und nachhaltigen digitalen Gesellschaft. Sie engagiert sich dafür insbesondere für den Schutz und die Verteidigung von Grund- und Menschenrechten im digitalen Raum, betreibt aber auch Konsumentenschutz.
Als frei verfügbare Dienstleistung für die Öffentlichkeit betreibt die Digitale Gesellschaft mehrere Tor-Server, unter anderem in der Schweiz, sowie DoH und DoT DNS-Dienste zur Erhöhung von Privatsphäre und Sicherheit der Benutzer.
Mit dem deutschen Digitale Gesellschaft e.V. teilt der Verein ausser zahlreichen Themeninteressen keine Gemeinsamkeiten.

## Hintergrund
Der Verein besteht seit Anfang 2011. Im Zentrum stehen halbjährliche Treffen zwecks Koordination und Vernetzung. Dazu kommen ein monatlicher Netzpolitik-Zmittag in Basel, Genf, Zürich, Biel/Bienne, Bern, Luzern, Neuchâtel und Lausanne sowie ständige Kommunikation über Matrix und Signal, ein Wiki und über BigBlueButton. Ausserdem bestehen verschiedene interne Fachgruppen, beispielsweise zur Netzneutralität. In rechtlichen Angelegenheiten sind die Rechtsanwälte Viktor Györffy, Martin Steiger und Simon Schlauri für die Digitale Gesellschaft tätig. Geschäftsleiter ist Erik Schönenberger.
Mitglieder sind unter anderem der Chaos Computer Club Schweiz (CCC-CH), der Chaos Computer Club Zürich (CCC-ZH), CH Open, die Digitale Allmend, der Verein grundrechte.ch, die Internet Society, Opendata.ch, die Piratenpartei Schweiz (PPS) und die Wau Holland Stiftung direkt oder indirekt. Die Swiss Privacy Foundation (SPF) ging im Herbst 2016 in der Digitalen Gesellschaft auf.

## Aktivitäten
Die Digitale Gesellschaft hatte bereits 2016 zur Netzneutralität eine umfangreiche Stellungnahme veröffentlicht. Für die Debatte im Parlament wurde darauf aufbauend einen Gesetzesentwurf ausgearbeitet, nachdem der Bundesrat nur eine Transparenzpflicht einführen wollte. 2018 ist es dann gelungen, eine Verpflichtung für Netzneutralität in das Gesetz zu hieven. Das revidierte Fernmeldegesetz (FMG) wird 2020 in Kraft treten.
Im Frühjahr 2015 richtete die Digitale Gesellschaft unter anderem mit Amnesty International und der Stiftung für Konsumentenschutz einen offenen Brief gegen zwei neue Überwachungsgesetze an die Politik. Hauptkritikpunkte an den Gesetzen waren Vorratsdatenspeicherung und die Kabelaufklärung.
Gegen die Kabelaufklärung erhob der Verein im Herbst 2017 Beschwerde. Das Verfahren ist gegenwärtig am Bundesverwaltungsgericht hängig nachdem das Bundesgericht das Verfahren an die Vorinstanz zurücküberwiesen hat.
Ende Februar 2014 hatte die Digitale Gesellschaft bereits Beschwerde gegen die Vorratsdatenspeicherung in der Schweiz erhoben. Die Beschwerde wurde im April 2018 vom Bundesgericht abgewiesen. Dieses Urteil wurde im September 2018 an den Europäischen Gerichtshof für Menschenrechte in Strassburg weitergezogen.
Der Verein beteiligte sich ausserdem am Widerstand gegen die Totalrevision des Bundesgesetzes betreffend die Überwachung des Post- und Fernmeldeverkehrs (BÜPF) und das neue Nachrichtendienstgesetz (NDG). Er engagierte sich zudem gegen Netzsperren für ausländische Geldspielanbieter.
Im Sommer 2013 reichte der Verein aufgrund der Enthüllungen von Whistleblower Edward Snowden Strafanzeige gegen Unbekannt wegen verbotenem Nachrichtendienst und anderen Straftatbeständen bei der Bundesanwaltschaft ein. Die Bundesanwaltschaft hat nicht weiter ermittelt.
Die Digitale Gesellschaft beteiligt sich regelmässig an Vernehmlassungen, so beispielsweise zum revidierten Fernmeldegesetz, zum neuen Geldspielgesetz und zum revidierten Urheberrechtsgesetz. Ab Oktober 2013 war die Digitale Gesellschaft in der Arbeitsgruppe «Netzneutralität» des Bundesamtes für Kommunikation vertreten.
Im April 2014 veröffentlichte die Digitale Gesellschaft eine Visualisierung der Vorratsdatenspeicherung in der Schweiz, nachdem der grüne Nationalrat Balthasar Glättli seine Vorratsdatenspeicherung aus sechs Monaten Überwachung dafür zur Verfügung gestellt hatte.